# Chromodoris coi
Chromodoris coi is een zeenaaktslak die behoort tot de familie van de Chromodorididae. Deze slak leeft in het westen van de Grote Oceaan en zelden wordt ze ook aangetroffen in de Indische Oceaan.
De slak heeft een zeer typische tekening op de rug: een geel tot bruin vlak, omlijnd met een vloeiende, donkerkleurige kromme. De rand van de slak is paars-violet. Ze wordt, als ze volwassen is, zo'n 5 cm lang.